# Римско грађанско право
Римско грађанско право је у античкој римској држави представљало привилеговани друштвени статус ограничен на одређене дијелове становништва, а који је са собом доносио одређена права и обавезе. Категорије становништва које су се могле сматрати римским држављанима односно грађанима мијењале су се кроз историју, али су се оквирно римским грађанима сматрали искључиво мушкарци чији је отац и сам био римски грађанин.
Становништво које није улазило у оквир римских грађана оквирно се може подијелити на становнике подручја под римском влашћу, односно поданике клијентских држава или римских савезника; жене које немају политичких и других права, те робове који немају никаквих права.

## Права римских грађана
- - Право гласа у римским скупштинама.
- - Право да буде изабран за јавне функције.
- - Право на склапане ваљаних уговора и на власништво као римски грађанин.
- - Посебна врста права која се развила у Риму у 3. вијеку п. н. е. због повећаних контаката Римљана с другим народима и државама, и потребе за рјешавањем разних ситуација насталих у контактима римских грађана и странаца. Ius gentium је била својеврсна римска кодификација тадашњег међународног права, темељена на тада високо развијеном трговачком праву грчких градова-држава и других поморских сила.[1] Права из Ius gentium су могле уживати све особе, биле држављани или не.
- - Право на склапање брака као римски грађанин, право да буде глава римске породице тј. pater familiasа. Дјеца из тог брака су сматрана римским грађанима.
- - Право да се право римског грађанина одржи и након пресељења у полис прикладног статуса. На примјер, особе са статусом cives romani (в. доље) задржавале су свој civitas и када би одселили у римску колонију. Латини би чували свој статус и ius Latii ако би се преселили у другу латинску државу или колонију. Ово право се, међутим, није задржавало приликом пресељења у колонију нижег правног статуса.
- Право на имунитет од неких пореза и других правних обвеза, поготово који се тичу локалних правила и обичаја.[2]
- Право на покретање и вођење тужбе пред судом.
- Право на одбрану пред судом.
- Право на жалбу на сваку одлуку магистрата или нижег суда.
- Римски грађанин није смио бити подвргнут мучењу нити бичеван, нити је смио бити осуђен на смрт, осим када је у питању била издаја.
- Ако би био оптужен за издају, римски грађанин имао је право на суђење у самом Риму; ако би био осуђен на смрт, римски грађанин није смио бити осуђен на разапињање. (Иако су осуђени за исто дјело, свети Павле и Петар добили су различите казне - Павлу је одрубљена глава, док је Петар, зато што није био римски грађанин, бичеван а потом разапет.)

Римско грађанство било је услов за регрутацију у римске легије, иако се то правило знало игнорисати. Не-грађани су се могли пријавити у помоћне јединице те службом заслужити римско грађанско право.